# Francis Anastasi
Francis Anastasi (Marsella, 23 d'abril de 1933) va ser un ciclista francès, que fou professional entre 1953 i 1962.
En el seu palmarès destaquen una quinzena de victòries, destacant la general de la Volta al Marroc de 1957.

## Palmarès
- 1953
  - 1r al Treofeu Journal d'Alger
- 1954
  - 1r al Gran Premi de Mònaco
  - 1r al Gran Premi de Niça
  - 1r al Gran Premi de Saint-Raphaël
- 1955
  - Vencedor d'una etapa del Tour del Sud-est
- 1956
  - 1r al Gran Premi de Mònaco
- 1957
  - 1r a la Volta al Marroc
  - Vencedor d'una etapa del Circuit de Cher
- 1959
  - 1r al Gran Premi de Canes
  - 1r al Gran Premi de Saint-Raphaël
  - 1r al Gran Premi de Vals-les-Bains
- 1960
  - 1r al Tour de Var